# 進藤一馬
進藤 一馬（しんとう かずま、1904年（明治37年）1月1日 - 1992年（平成4年）11月28日）は、日本の政治家、実業家。
早稲田大学政治経済学部卒業後、中野正剛秘書、西日本新聞社の前身の九州日報社取締役を経て、玄洋社社長となる。戦後に自由民主党に加わり、衆議院議員を経て、福岡市市長を4期務めた。

## 生涯

### 生い立ちから玄洋社社長まで
福岡市西職人町（現中央区舞鶴）出身。旧福岡藩士・進藤喜平太（玄洋社の創立者の一人）の四男。
旧制福岡中学校（現・福岡県立福岡高等学校）、早稲田大学政治経済学部卒業。1929年（昭和4年）、中野正剛の秘書となり、1933年（昭和8年）に中野が結成した東方会に入会し総務部長となる。その後、九州日報社（現・西日本新聞社）取締役を経て、1944年（昭和19年）10月、第10代玄洋社社長に就任し、1946年（昭和21年）にGHQにより解散させられるまで社長を務めた。

### 自民党入党、衆議院議員、福岡市長
戦後12月2日、連合国軍最高司令官総司令部は日本政府に対し進藤を逮捕するよう命令（第三次逮捕者59名中の1人）。
A級戦犯容疑者として巣鴨拘置所に勾留されるが、起訴されずに釈放された。しかし、玄洋社と東方会の役員をしていたため公職追放となる。
戦後に旧玄洋社社員の後援を受け、1958年（昭和33年）の第28回衆議院議員総選挙に自由民主党公認で福岡県第1区より立候補し当選。1960年の衆院選では落選するも、その後1963年の衆院選で国政に復帰し、衆議院通算4期当選する。通商産業・法務各政務次官を務めた後、4期目途中の1972年（昭和47年）に福岡市長選に立候補のため、同月19日付で辞職。市長選で当選し同年9月16日より第25代福岡市長に就任。その後、4期当選したが、任期途中の1986年（昭和61年）11月8日に健康上の理由により辞職、引退した。
政界引退後、玄洋社記念館長を務めた。1987年（昭和62年）2月18日に福岡市名誉市民に選定された。
1974年4月の春の叙勲で勲二等に叙され瑞宝章を受章した後、1987年4月の春の叙勲で勲一等瑞宝章を受章する。
1992年（平成4年）11月28日、死去。88歳没。同年12月15日、特旨を以て位記を追賜され、死没日付で正四位に叙された。
現在、福岡市中央区にある福岡市美術館に銅像が設置されている。

## 桜並木の逸話
1984年（昭和59年）早春、道路拡張工事のため、南区桧原の沿道の9本の桜並木が伐採されることになった。近くに住んでいた福岡相互銀行（現・西日本シティ銀行）の行員・土居善胤はこれを惜しみ、「花守り 進藤市長殿 花あわれ せめては あと二旬 ついの開花をゆるし給え」と和歌を詠んで桜の木に掲示した。
これを偶然見かけた、当時九州電力の社長に就任したばかりの川合辰雄が、部下である同社の広報担当・大島淳司にこれを伝え、大島が旧知の仲だった西日本新聞の記者・松永年生にけしかけ、松永が取材したことで、この桧原桜と和歌の一件が、1984年3月23日付の同紙夕刊に写真入り記事として掲載された。

進藤は記事を読んだ時の心境を西日本新聞に寄せた回顧録で次のように語っている。
「行政が進める拡幅工事の公益性は知りつつも、せっかつツボミをふくらませている桜の老樹に。せめてつい（最後）の開花を許してくれと訴えています。風流心とはまさにこのことです。」
だが、風流だと思う一方で、
「たとえ市長である私がどう思っても、個人としての私情ではどうにもならないことが行政には多々ある。だから、桜の木は切り倒されるかもしれない…」
と複雑な心境を吐露していた。
進藤が現地を訪れると、報道を受けて知った多くの人々が集まり、桜を惜しむ色紙や短冊を桧原桜に下げていた。
福岡市道路計画課長・石井聖治（当時）は、土居の歌に関する新聞報道を受け、一時的に工事を中止し、協議を重ねていた。その石井のもとに進藤が工事の進捗を確認しにやって来た。期日までには工事は終わらせると報告した石井に、進藤は「できれば桜を残すことはできんやろか?」と尋ねた。結果、桧原桜側ではなく反対側の池を埋め立てて道路を拡幅することで、桧原桜を守り抜くことができた。福岡市民たちは進藤を「花守り市長」と呼んだ。この話は「リーダーズ・ダイジェスト」誌や小学校の道徳副読本にも掲載されていた。この桜は現存し、周囲は桧原桜公園として整備されている。公園には石碑が立てられ、土居の和歌と並んで、「桜花惜しむ 大和心のうるわしや とわに匂わん 花の心は 香瑞麻」という句が刻まれている。香瑞麻は「かずま」、進藤の雅号で、多くの色紙や短冊を目にした進藤が、土居の歌への返歌として木に掲げた句であった。
市長として、政令指定都市となった福岡市が大都市としての骨格を整える基盤づくりの時期を担当した。